# Campeonato Nacional de Futebol de Praia de 2015
O Campeonato Nacional de 2015 foi a 6ª edição da Campeonato de Elite de Futebol de Praia, desde que a prova é organizada pela FPF e o 12º torneio nacional de futebol de praia. Nesta edição assistiu-se a uma mudança no formato tendo sido criadas duas divisões: Elite (divisão superior) e Nacional (divisão inferior).
O SC Braga conquistou o seu 3º título nacional consecutivo.

## Formato
A partir deste ano a FPF decidiu alterar o modelo de forma a tornar o campeonato mais competitivo. Assim foram criado duas divisões: Divisão de Elite, constituída pelas oito equipas mais bem classificadas de 2014, e a divisão Nacional, abertas às restantes equipas. No final do campeonato descem duas equipas da Divisão de Elite, enquanto o campeão e o vice-campeão da Divisão Nacional são promovidos.

### Elite
A primeira fase consiste numa sistema por pontos, todos contra todos a uma mão (7 jogos cada equipa).
A segunda fase é disputada na forma de play-off.

### Nacional
Esta divisão consiste numa fase de grupos, terminando numa fase final por eliminatórias (play-off). 

## Divisão Nacional

### 1ª Fase
| Zona Norte | Zona Norte        | Zona Norte | Zona Norte |
| #          | Equipa            | J          | Pts        |
| ---------- | ----------------- | ---------- | ---------- |
| 1          | Varzim            | 8          | 21         |
| 2          | Sp. Espinho       | 8          | 18         |
| 3          | Âncora Praia      | 8          | 18         |
| 4          | ACD Sótão         | 8          | 15         |
| 5          | Esposende         | 8          | 15         |
| 6          | Unidos da Estação | 8          | 12         |
| 7          | Vitorino de Piães | 8          | 6          |
| 8          | ADC São Jacinto   | 8          | 3          |
| 9          | Vianense          | 8          | 0          |

| Zona Lisboa | Zona Lisboa             | Zona Lisboa | Zona Lisboa |
| #           | Equipa                  | J           | Pts         |
| ----------- | ----------------------- | ----------- | ----------- |
| 1           | CB de Loures            | 10          | 27          |
| 2           | Venda do Pinheiro       | 10          | 24          |
| 3           | Estoril Praia           | 10          | 24          |
| 4           | Catujalense             | 10          | 15          |
| 5           | Loures                  | 9           | 15          |
| 6           | Cascais                 | 10          | 15          |
| 7           | Aj Vale Rãs Sem Limites | 9           | 12          |
| 8           | Samora Correia          | 10          | 12          |
| 9           | At. Malveira            | 8           | 9           |
| 10          | CCD Porto Mendo         | 9           | 3           |
| 11          | AR Porto Alto           | 10          | 3           |

| Zona Sul | Zona Sul                 | Zona Sul | Zona Sul |
| #        | Equipa                   | J        | Pts      |
| -------- | ------------------------ | -------- | -------- |
| 1        | Armacenenses             | 7        | 18       |
| 2        | GD Alfarim               | 7        | 18       |
| 3        | Pescadores               | 7        | 15       |
| 4        | Barreiro Stara Zagora FC | 7        | 12       |
| 5        | Sesimbra                 | 7        | 9        |
| 6        | Charneca Caparica        | 7        | 6        |
| 7        | Praia Milfontes          | 7        | 6        |
| 8        | ACRUT Zambujalense       | 7        | 0        |

### Fase Final
|  | Semifinal    | Semifinal |   |  | Final        | Final |  |
|  |              |           |   |  |              |       |  |
|  | 15 de agosto |           |   |  |              |       |  |
|  | Armacenses   | 2         |   |  |              |       |  |
|  | CB Loures    | 4         |   |  |              |       |  |
|  |              |           |   |  |              |       |  |
|  |              |           |   |  | 16 de agosto |       |  |
|  |              |           |   |  | CB Loures    | 1     |  |
|  |              | Varzim SC | 3 |  |              |       |  |
|  |              |           |   |  |              |       |  |
|  |              |           |   |  |              |       |  |
|  |              |           |   |  |              |       |  |
|  |              |           |   |  |              |       |  |
|  | GD Alfarim   | 1         |   |  |              |       |  |
|  | Varzim SC    | 2         |   |  |              |       |  |

O Varzim SC venceu a divisão nacional e juntamente com o CB Loures garantiu a subida à Divisão de Elite.

## Divisão de Elite

### 1ª fase
Jogos disputados:
1ª e 2ª jornada na Praia do Ouro em Sesimbra. 
3ª jornada na Praia da Nazaré.
4ª jornada na Praia de Buarcos na Figueira da Foz.
| Equipa             | J | V | V+ | D | GM | GS | DG  | Pts |
| ------------------ | - | - | -- | - | -- | -- | --- | --- |
| Sporting CP        | 7 | 7 | 0  | 0 | 33 | 17 | +16 | 21  |
| SC Braga           | 7 | 5 | 0  | 2 | 45 | 20 | +25 | 15  |
| Leixões SC         | 7 | 3 | 1  | 3 | 34 | 31 | +3  | 10  |
| Belenenses         | 7 | 3 | 0  | 4 | 22 | 20 | -8  | 9   |
| CD Nacional        | 7 | 2 | 1  | 4 | 27 | 34 | -7  | 8   |
| Vitória de Setúbal | 7 | 2 | 1  | 4 | 25 | 28 | -3  | 8   |
| ACD Sótão          | 7 | 1 | 1  | 5 | 21 | 34 | -13 | 5   |
| Amigos Paz         | 7 | 0 | 1  | 6 | 24 | 37 | -13 | 0   |

|             | BRA | SPO | NAC  | LEIX | BEL | AMIG | SOT | VFC  |
| ----------- | --- | --- | ---- | ---- | --- | ---- | --- | ---- |
| SC Braga    | –   |     |      |      | 6–1 | 10-5 |     | 10-3 |
| Sporting CP | 5-3 | –   | 5-4  | 6–4  |     |      | 3–2 |      |
| CD Nacional | 0–5 |     | –    |      | 4–3 | 3-2  |     |      |
| Leixões SC  | 5-5 |     | 8–5  | –    | 4-6 |      |     | 3-4  |
| Belenenses  |     | 2–5 |      |      | –   |      | 4-3 | 2–5  |
| Amigos      |     | 2–6 |      | 4–5  | 3-4 | –    |     | 7-6  |
| ACD Sótão   | 1–6 |     | 10-9 | 1-5  |     | 3–1  | –   |      |
| Vitória FC  |     | 0-3 | 1-2  |      |     |      | 6–1 | –    |

- Nota: Vitória após prolongamento dá direito a 2 pontos, e após desempate por penaltis apenas 1 ponto.

### Fase Final
|  | Quartas de final   | Quartas de final |              |    | Semifinais | Semifinais |  |  | Final | Final |
|  |                    |                  |              |    |            |            |  |  |       |       |
|  | 9 de agosto        |                  |              |    |            |            |  |  |       |       |
|  |                    |                  |              |    |            |            |  |  |       |       |
|  | Sporting CP        | 7                |              |    |            |            |  |  |       |       |
|  | Sporting CP        | 7                | 15 de agosto |    |            |            |  |  |       |       |
|  | Amigos Paz         | 2                |              |    |            |            |  |  |       |       |
|  | Amigos Paz         | 2                | Sporting CP  | 13 |            |            |  |  |       |       |
|  |                    |                  | Sporting CP  | 13 |            |            |  |  |       |       |
|  |                    | Belenenses       | 2            |    |            |            |  |  |       |       |
|  | Belenenses         | Belenenses       | 2            | 5  |            |            |  |  |       |       |
|  | Belenenses         |                  | 16 de agosto | 5  |            |            |  |  |       |       |
|  | CD Nacional        | 1                |              |    |            |            |  |  |       |       |
|  | CD Nacional        | 1                | Sporting CP  | 3  |            |            |  |  |       |       |
|  |                    |                  | Sporting CP  | 3  |            |            |  |  |       |       |
|  |                    | SC Braga         | 4            |    |            |            |  |  |       |       |
|  | SC Braga           | SC Braga         | 4            | 4  |            |            |  |  |       |       |
|  | SC Braga           |                  |              | 4  |            |            |  |  |       |       |
|  | ACD Sótão          | 1                |              |    |            |            |  |  |       |       |
|  | ACD Sótão          | 1                | SC Braga     | 8  |            |            |  |  |       |       |
|  |                    |                  | SC Braga     | 8  |            |            |  |  |       |       |
|  |                    | Leixões SC       | 4            |    |            |            |  |  |       |       |
|  | Leixões SC         | Leixões SC       | 4            | 4  |            |            |  |  |       |       |
|  | Leixões SC         |                  |              | 4  |            |            |  |  |       |       |
|  | Vitória de Setúbal | 3                |              |    |            |            |  |  |       |       |
|  | Vitória de Setúbal | 3                |              |    |            |            |  |  |       |       |

#### Manutenção
|  | Manutenção  |   |
|  |             |   |
|  | Amigos Paz  | 5 |
|  | CD Nacional | 4 |

|  | Manutenção         |   |
|  |                    |   |
|  | ACD Sótão          | 4 |
|  | Vitória de Setúbal | 5 |

CD Nacional e ACD Sótão despromovidos à Divisão Nacional